# Neusitz
Neusitz là một đô thị ở huyện Ansbach bang Bayern nước Đức. Đô thị Neusitz có diện tích 13,79 km², dân số thời điểm ngày 31 tháng 12 năm 2006 là 2062 người.